# Casa Sutyagin
Casa Sutyagin, declarada a mais alta residência unifamiliar do mundo.
A Casa Sutyagin (em russo:  Дом Сутягина, Dom Sutyagina; também denominada Деревянный небоскрёб, "arranha-céu de madeira", ou Соломбальский небоскрёб, "arranha-céu de Solombala") foi uma casa de madeira em  Arcangel, na Rússia.
A residência, com o equivalente a 13 andares em 44 metros de altura, pertencia ao líder criminoso local Nikolai Petrovich Sutyagin, era relatada como a construção de madeira mais alta do mundo, ou ao menos da Rússia. Construída por Sutyagin e sua família ao longo de 15 anos, iniciando-se em 1992, sem quaisquer planos formalizados ou autorizações para construção, a estrutura deteriorou-se enquanto Sutyagin passava vários anos na prisão.
Em 2008, a construção foi condenada pelo risco de incêndio e a Justiça determinou sua completa demolição até 1 de fevereiro de 2009.  Em 26 de dezembro de 2008, a torre foi derrubada, e o restante foi desmanchado manualmente ao longo dos meses seguintes. A parte remanescente da construção, com quatro andares, pegou fogo e pereceu em 6 de maio de 2012.